# Кливланд (окръг, Оклахома)
Вижте пояснителната страница за други значения на Кливланд.
Окръг Кливланд (на английски: Cleveland County) е окръг в щата Оклахома, Съединени американски щати. Площта му е 1445 km², а населението – 255 755 души (2010). Административен център е град Норман.